# Рудольф, Артур
Артур Рудольф (нем. Arthur Rudolph; 9 ноября 1906 — 1 января 1996, Гамбург) — немецкий инженер ракетной техники, который играл ключевую роль в развитии Фау-2. После Второй мировой войны был доставлен в Соединенные Штаты, а впоследствии стал одним из пионеров космической программы Соединенных Штатов.

## Биография
В августе 1927 года Рудольф согласился на работу в Берлине. Через несколько месяцев он стал инструментальщиком на Fritz Werner. В 1928 году учился в техническом колледже Берлина (теперь — Технологический институт) и получил степень бакалавра наук в области машиностроения. По состоянию на 1 мая 1930 года, Рудольф начал работать в Heylandt в Берлине, где встретился с пионером ракетной техники Максом Валье.
В августе 1943 года — когда Рудольф был готов начать производство Фау-2, англичане начали бомбить Пенемюнде, поэтому мощности по производству были перенесены на объект Миттельверк вблизи Нордхаузена. Миттельверк сначала был гипсовым рудником, который использовался как хранилище. Рабочая сила состояла из заключённых, которые в конечном итоге были размещены в концентрационном лагере Миттельбау-Дора. Рудольф отвечал за перемещение оборудования из Пенемюнде на Миттельверк. После перевода мощностей Рудольф был директором по производству ракет Фау-2.
В 1944 году Гиммлер убедил Гитлера подчинить проект СС, а в августе заменили руководителя программы Вальтера Дорнбергера на генерала СС Ганса Каммлера.
По состоянию на март 1945 года производство было остановлено из-за отсутствия запасных частей и Рудольф с сотрудниками были переведены в Обераммергау, где они встретились с Вернером фон Брауном и другими участниками ракетной программы из Пенемюнде. В конце концов они сдались армии США и были доставлены в Гармиш.
Работал на армию США и NASA, где руководил разработкой ряда важных систем, включая Першинг-1А и Сатурн V. В 1984 году был проверен на возможную причастность к совершению военных преступлений и согласился покинуть Соединённые Штаты и отказаться от своего американского гражданства.
Вальтер Дорнбергер описывал Артура Рудольфа как «худого рыжеватого инженера с вечно голодным видом».